# Volksbank Vogtland-Saale-Orla
Die Volksbank Vogtland-Saale-Orla eG ist eine deutsche Genossenschaftsbank mit Sitz in der sächsischen Kreisstadt Plauen im Vogtlandkreis. 

## Geschichte

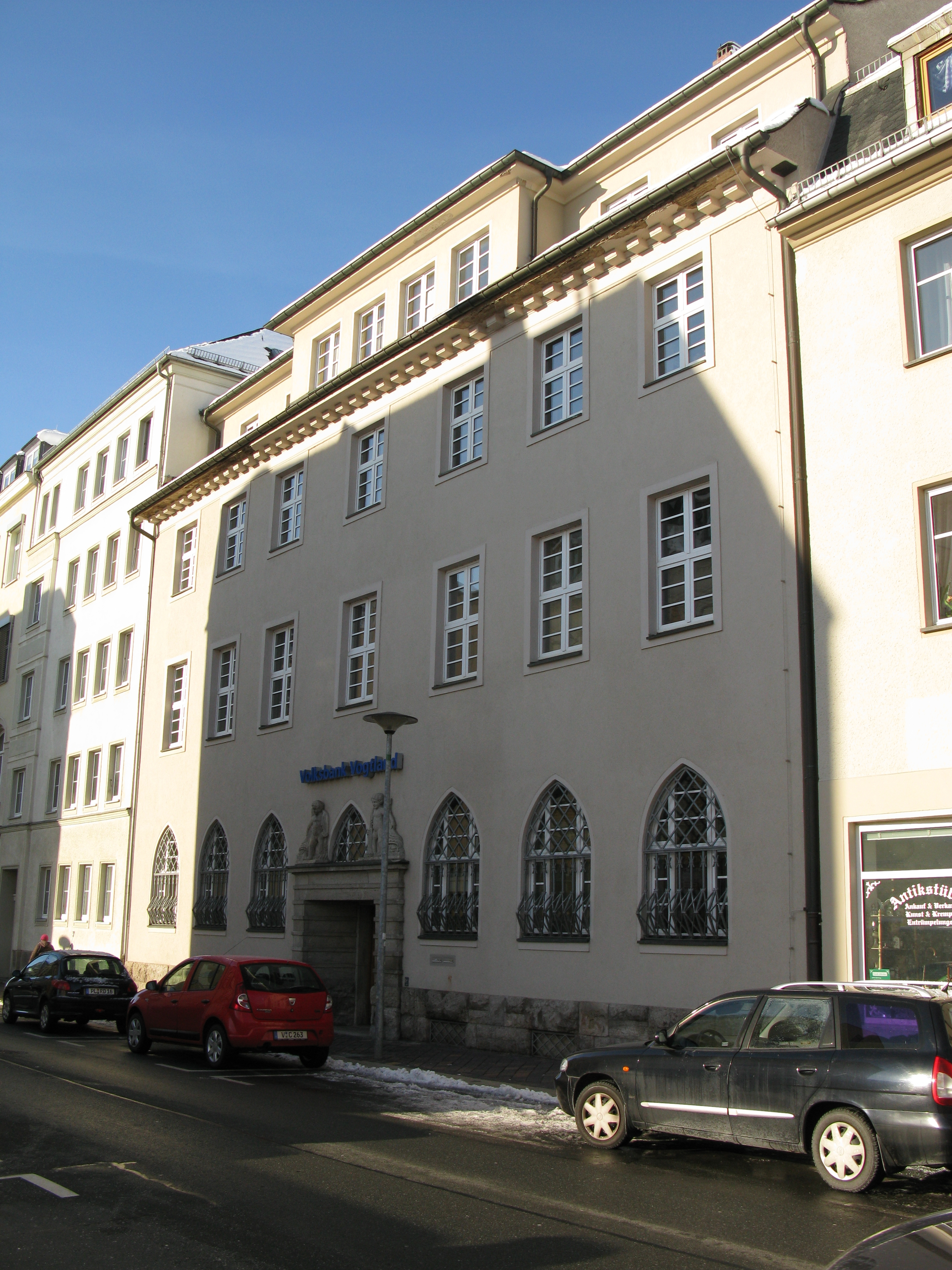
Das Haus in der Jößnitzer Straße 5

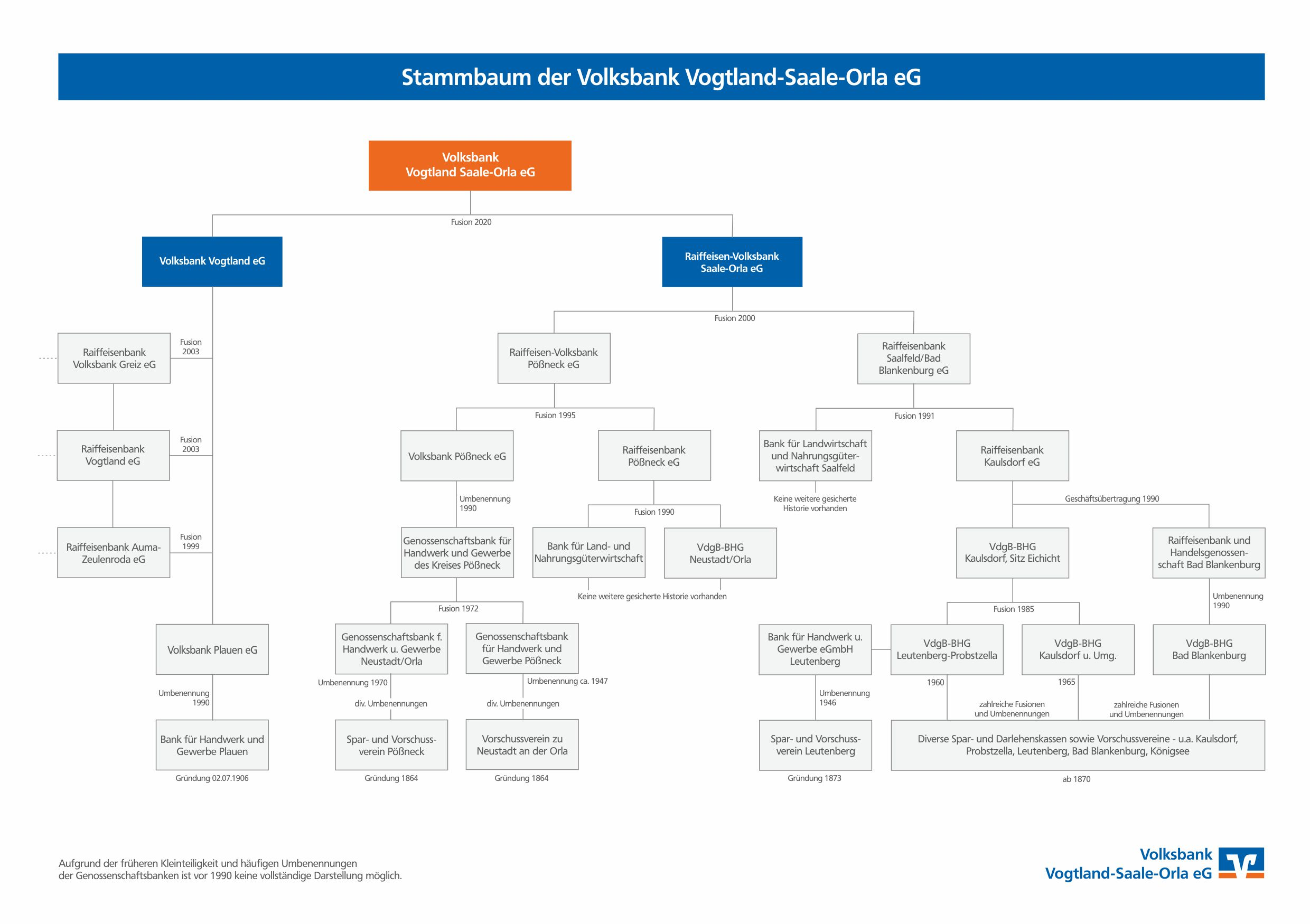
Stammbaum

Die heutige Volksbank Vogtland-Saale-Orla eG ging im Jahre 2020 aus der Fusion der Volksbank Vogtland eG mit dem Sitz in Plauen mit der Raiffeisen-Volksbank Saale-Orla eG mit dem Sitz in Pößneck hervor.
Die Raiffeisen-Volksbank Saale-Orla eG mit Sitz in Pößneck entstand im Jahr 2000 aus der Fusion der Raiffeisen-Volksbank Pößneck eG mit dem Sitz in Pößneck und der Raiffeisenbank Saalfeld/Bad Blankenburg eG mit dem Sitz in Saalfeld/Saale. Weitere Fusionen in den Vorjahren können dem hier hinterlegtem Stammbaum entnommen werden.
Um 1850 entwickelten Friedrich Wilhelm Raiffeisen und Hermann Schulze-Delitzsch fast gleichzeitig, aber dennoch unabhängig voneinander, eine neue Unternehmensform – die Genossenschaft. Nach diesem Vorbild wurden ab 1850 als Selbsthilfe gegen die Existenzkrise des bürgerlichen Mittelstandes und der Landbevölkerung deutschlandweit zahlreiche Spar- und Darlehenskassen sowie Vorschussvereine gegründet. Handwerker, Gewerbetreibende, Landwirte und Kleinsparer schufen sich so die Möglichkeit, günstig Kredite aufzunehmen oder Geld zu sparen.
Die Geschichte der heutigen Genossenschaftsbank lässt sich zurückverfolgen bis ins Jahr 1864. Auf der Sitzung des Neustädter Gewerbevereines wurden am 15. Januar Julius Seydel, Karl Klemm sowie Gustav Sattler mit der Gründung des „Vorschussvereins zu Neustadt/Orla eGmbH“ in Neustadt an der Orla beauftragt. Am 28. Januar 1864 wurde die Geschäftsordnung beschlossen und am 1. Februar 1864 erfolgte die erste Einzahlung durch Julius Seydel: 1 Taler Aufnahmegebühr und 15 Silbergroschen Stammeinlage. Mit den Einzahlungen durch die Mitglieder und durch Kreditaufnahme konnten Vorschüsse zwischen 3 und 100 Talern gewährt werden. Diese wurden mit 8 % p. a. verzinst und mussten innerhalb von drei Monaten zurückgezahlt werden. 1865 zählte der Vorschussverein 131 Mitglieder.
Weitere geschichtliche Hintergründe zu ehemaligen Raiffeisen-Volksbank Saale-Orla eG siehe hier.
In Plauen – Sitz der heutigen Bank – beginnt die Geschichte im Jahr 1906. Am 2. Oktober 1906 gründeten 15 Handwerksmeister die Bank für Handwerk und Gewerbe in Plauen und eröffneten diese am 16. Oktober 1906 in der Forststraße 13. Der erste Reingewinn des Teiljahres 1906 betrug 177,77 Mark. Am 31. Dezember 1906 hatte die Bank 70 Mitglieder und ein Geschäftsguthaben von 11.790,00 Mark. Am 26. August 1920 wurde zusätzlich das Gebäude der Jößnitzer Straße 5 erworben. Im Jahr 1923 wurde die erste Zweigstelle in der Herrenstraße 12 eröffnet. Bei einem amerikanischen Luftangriff wurden 1945 die Räume der Bank für Handwerk und Gewerbe komplett zerstört. Drei Jahre danach wurde das Bankgebäude in der Jößnitzer Straße wieder aufgebaut.
Wie in Neustadt an der Orla und in Plauen wurden ab 1864 zahlreiche Spar- und Darlehenskassen und Vorschussvereine in der Region gegründet – z. B. auch in Pößneck, Leutenberg, Kaulsdorf (Saale) und im heutigen Bad Blankenburg. Bedingt durch die regionale Ausdehnung des Geschäftsgebietes und der Kleinteiligkeit im ländlichen Raum gibt es insgesamt über 50 "Wurzeln" bzw. Rechtsvorgänger der heutigen Bank.
Weitere Fusionen in den Vorjahren können dem hier hinterlegtem Stammbaum entnommen werden. Im Jahr 1995 fusioniert die Raiffeisenbank Vogtland e.G. mit dem Sitz in Plauen zusätzlich noch mit der Raiffeisenbank Reichenbach e.G. mit dem Sitz in Reichenbach im Vogtland.

## Rechtsverhältnisse
Die Volksbank Vogtland-Saale-Orla eG ist im Genossenschaftsregister beim Amtsgericht Chemnitz unter GnR 100 eingetragen.

## Organisationsstruktur
Rechtsgrundlagen sind das Genossenschaftsgesetz und die durch die Vertreterversammlung beschlossene Satzung. Organe der Bank sind der Vorstand, der Aufsichtsrat und die Vertreterversammlung.

## Sicherungseinrichtung
Die Volksbank Vogtland-Saale-Orla eG ist der amtlich anerkannten Sicherungseinrichtung des Bundesverbandes der Deutschen Volksbanken und Raiffeisenbanken GmbH und der zusätzlichen freiwilligen Sicherungseinrichtung des Bundesverbandes der Deutschen Volksbanken und Raiffeisenbanken e.V. angeschlossen.

## Geschäftsausrichtung
Die Volksbank Vogtland-Saale-Orla eG betreibt das Universalbankgeschäft. Im Verbundgeschäft arbeitet sie mit der DZ Bank, R+V Versicherung, Bausparkasse Schwäbisch Hall, Teambank, VR Smart Finanz, DZ Hyp und der Union Investment zusammen.

## Geschäftsgebiet
Das Geschäftsgebiet liegt innerhalb des Vogtlandkreis in Sachsen sowie innerhalb des Saale-Orla-Kreises, des Landkreises Greiz und des Landkreises Saalfeld-Rudolstadt in Thüringen.
An diesen Orten betreibt die Bank Filialen:
Sachsen
- Region Plauen: Hauptstelle, jur. Sitz + 1 Geschäftsstelle + 1 SB-Geschäftsstelle in Plauen
- Region Auerbach/Reichenbach: Geschäftsstellen in Auerbach, Treuen und Reichenbach im Vogtland
- Region Oberes Vogtland: Geschäftsstellen in Oelsnitz und Markneukirchen

Thüringen
- Region Greiz/Zeulenroda: Geschäftsstellen in Greiz und Zeulenroda-Triebes
- Saale-Orla-Kreis: Geschäftsstellen in Pößneck, Neustadt an der Orla und Triptis (SB-Geschäftsstelle)
- Kreis Saalfeld-Rudolstadt: Geschäftsstellen in Saalfeld/Saale, Kaulsdorf und Königsee